# دستگاه پس‌خرید
دستگاه پس‌خرید یا دستگاه دریافت خودکار یا تجهیزات مکانیزه دریافت یا اختصاراً خوددریافت (به انگلیسی: Reverse Vending Machine یا اختصاراً RVM)
نام دستگاهی است که بطری‌های خالی و استفاده شده را دریافت کرده و در مقابل آن رسیدی برای دریافت پول یا اوراق بهادار دیگر به مشتری می‌دهد.

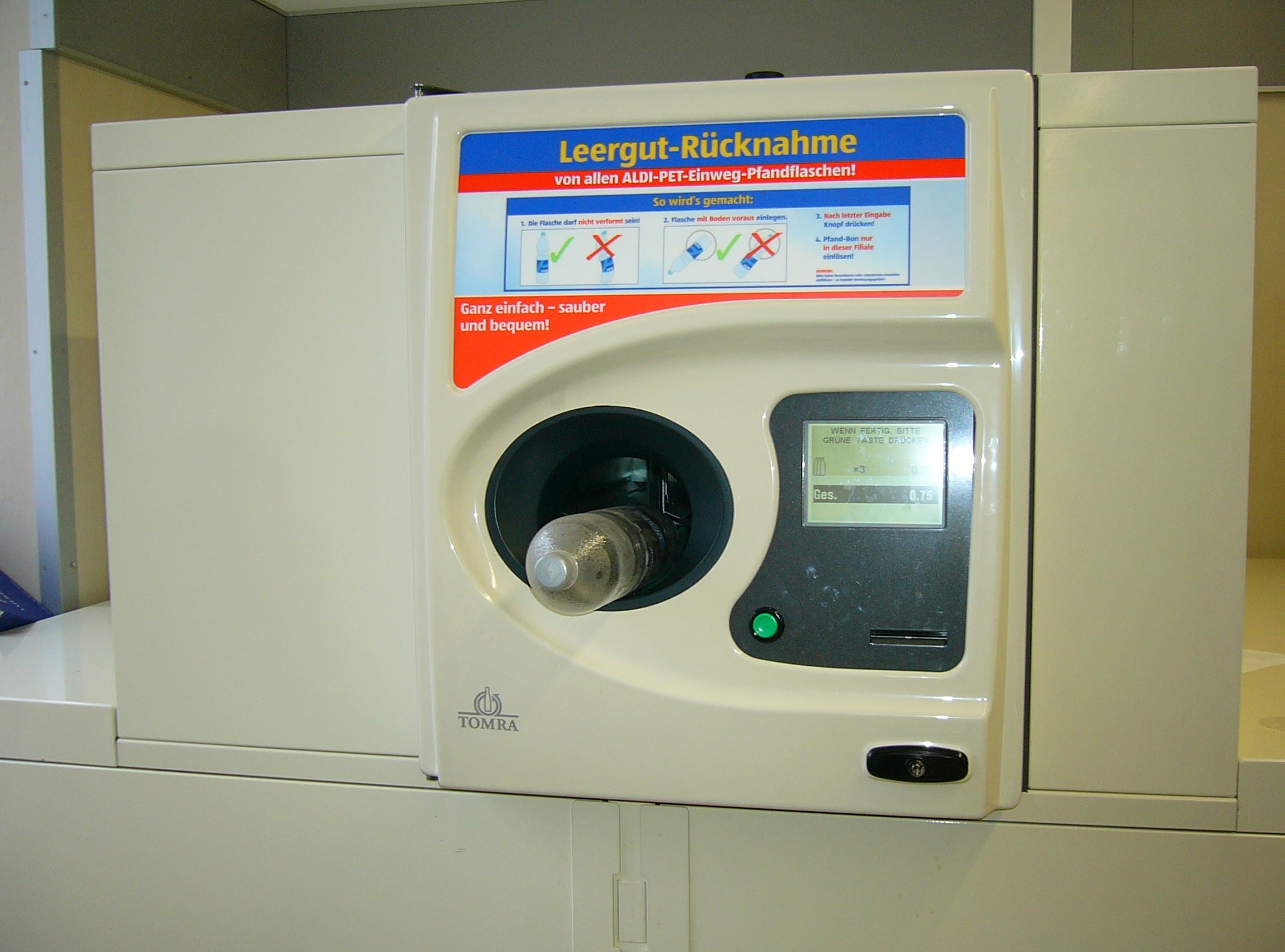
یک دستگاه دریافت خودکار ساخت تومرا در یک سوپر مارکت در آلمان

## تاریخ
اولین BRM فعال تقریباً سی سال از اولین حق اختراع اختراع و تولید شد. کل این فرایند توسط «ویکاندرز از سوئد» انجام شد و این دستگاه در سراسر دهه ۱۹۵۰ مورد استفاده قرار گرفت. پس از اختراع، دستگاه به صورت انبوه توسط شرکت مبتکر Arthur Tveitan ASA در نروژ تولید و در سراسر جهان توزیع شد.[۱]

## نامگذاری
دستگاه فروش با دریافت پول، کالایی را تحویل مشتری می‌دهد، اما این دستگاه، با دریافت یک محصول استفاده شده، پول یا رسیدی معادل پول به مشتری می‌دهد، بنابرین عملکرد این دستگاه برعکس دستگاه فروش است. به همین جهت در عنوان انگلیسی آن، دستگاه فروش خودکار معکوس یا دستگاه فروش معکوس خوانده می‌شود.

## کاربرد
استفاده از دستگاه دریافت خودکار معمولاً در کشورهایی است که در آن سامانه ودیعه‌گذاری وجود دارد یا نیکداری محصولات برای حفاظت از محیط زیست به صورت کلی مورد توجه است.